# 17224 Randoross
17224 Randoross è un asteroide della fascia principale. Scoperto nel 2000, presenta un'orbita caratterizzata da un semiasse maggiore pari a 2,3421103 UA e da un'eccentricità di 0,1308913, inclinata di 10,01914° rispetto all'eclittica.